# Pisaurina
Pisaurina là một chi nhện trong họ Pisauridae.

## Hình ảnh

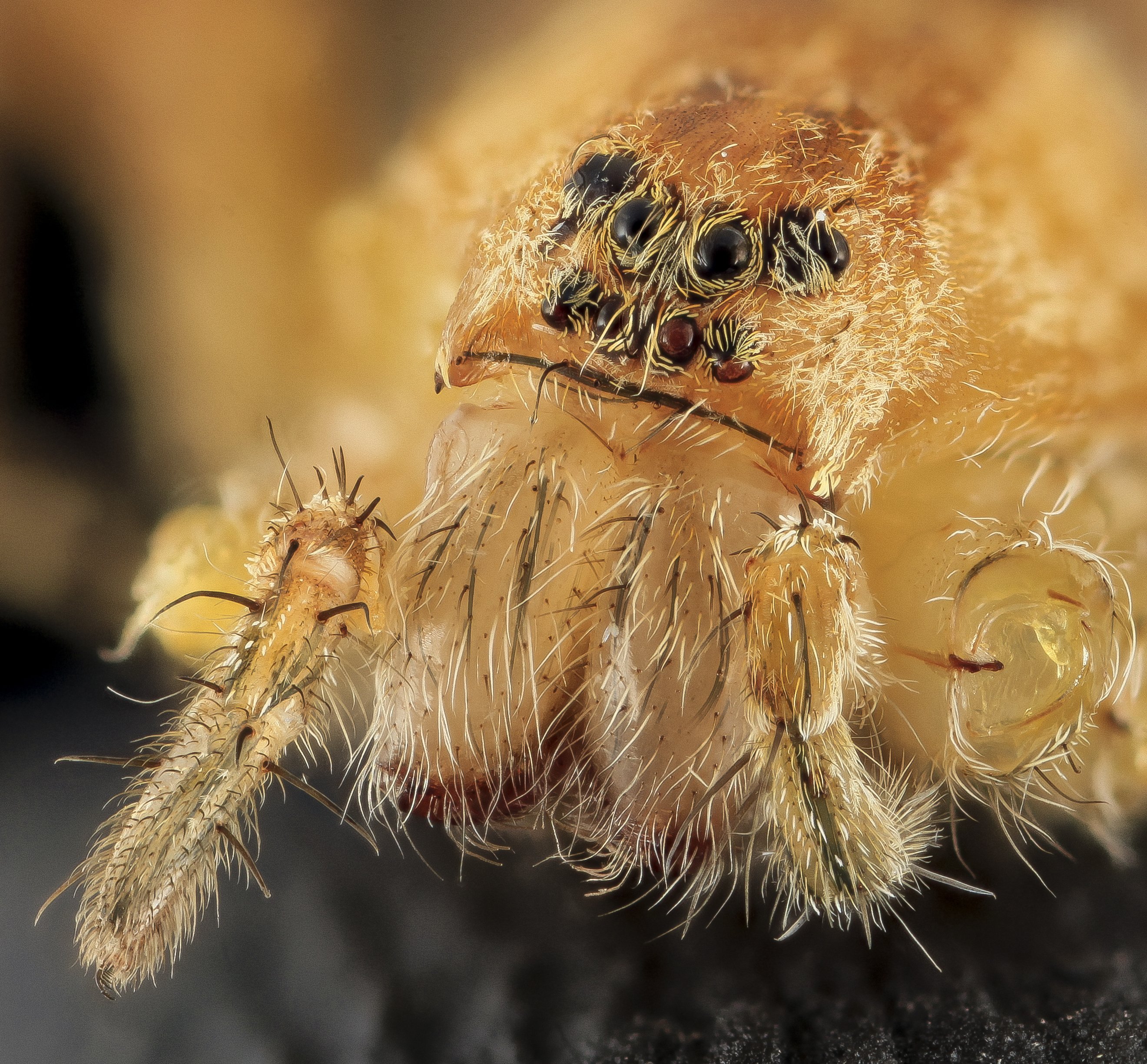
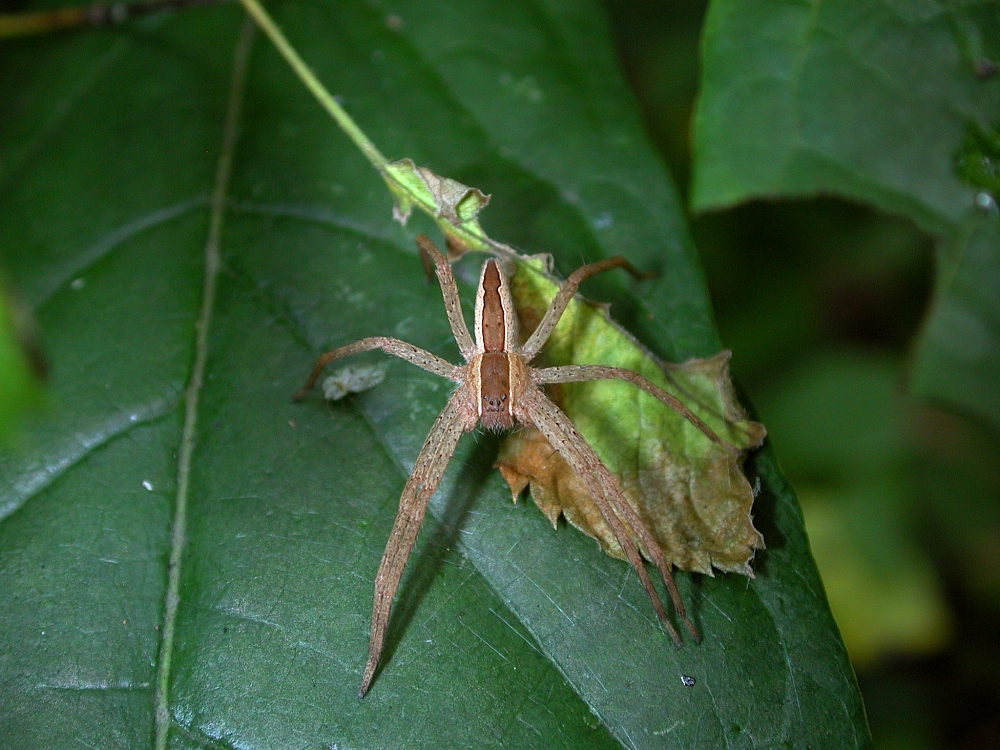
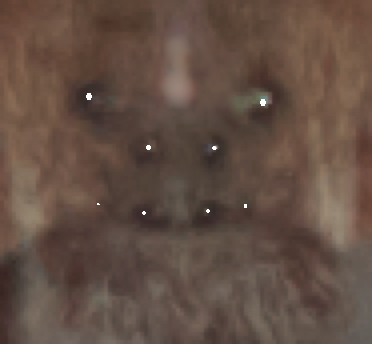